# Diospyros rhombifolia
Diospyros rhombifolia är en tvåhjärtbladig växtart som beskrevs av William Botting Hemsley. Diospyros rhombifolia ingår i släktet Diospyros och familjen Ebenaceae. Inga underarter finns listade i Catalogue of Life.

## Bildgalleri

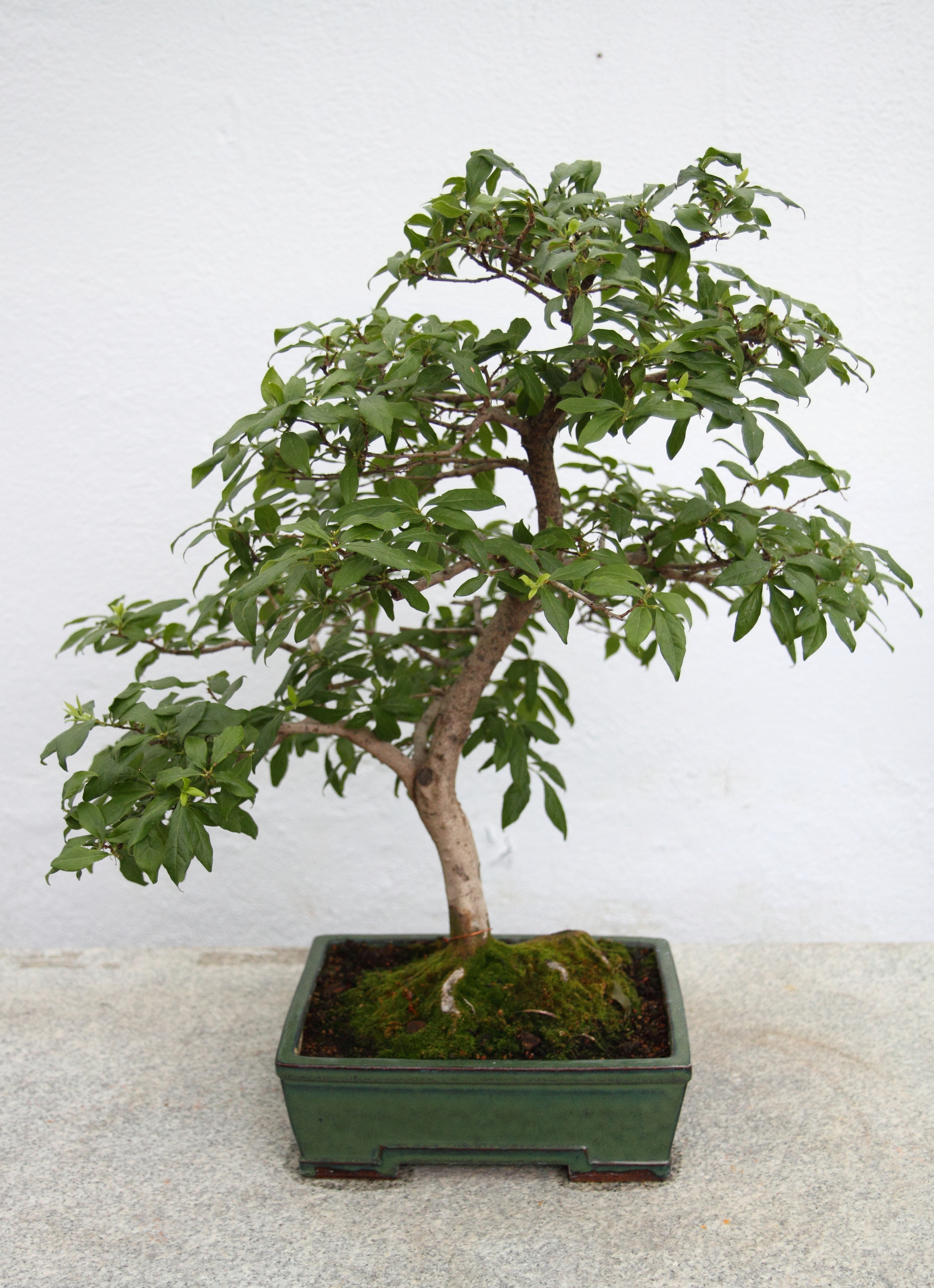